# Мустафа Бусулаџић
Мустафа Бусулаџић (Требиње, 1. април 1914 — Сарајево, 29. јун 1945) био је исламски теолог и исламистички активиста. Један је од идејних твораца панисламистичке организације Млади муслимани и нацистичке пропаганде коју је спроводила Ханџар дивизија током Другог свјетског рата.
Као истакнути чиновник НДХ, одговоран је за страдање на хиљаде Срба и Јевреја у Сарајеву. За ове злочине му је суђено 1945. након чега је погубљен.

## Биографија
Мустафа Бусулаџић је рођен 1. априла 1914. године у Горици код Требиња, од оца Смаила и мајке Емине. У родном мјесту завршио је мектеб и основну школу, након чега одлази у Травник гдје се уписује у Елчи Ибрахим-пашину (Фавзија) медресу. Послије једне или двије године проведене у травничкој медреси, пребацује се на даље школовање у Гази Хусрев-бегову медресу у Сарајеву гдје и матурира 1936. године. Као ученик медресе објављивао је своје текстове у Исламском гласу, Новом Бехару, Обзору, Свијести, Ел Хидаји, Гласнику ВИС-а, Нашој домовини и другим гласилима.
Те године уписује се у Вишу исламску шеријатску школу у Сарајеву гдје је дипломирао 1940. године. У јесен исте године одлази у Рим на постдипломске студије из оријенталистике.
Боравећи у Риму, једно вријеме био је спикер на радиостаници Рим која је емитовала програм на хрватском језику, гдје се пропагирала фашистичка идеологија каква је тад била на власти у Италији и новоформираној НДХ. Такође, био је сарадник италијанских часописа Мондо Арабо и Оријенте модерно.
Након проведене двије године у Италији, Бусулаџић се враћа у окупирано Сарајево гдје даље ради као високопозиционирани чиновник новоуспостављене профашистичке усташке државе НДХ. У вријеме када су Млади муслимани дјеловали као подружница Ел Хидаје, организације исламског свештенства Независне државе Хрватске, Мустафа Бусулаџић је био њихов званични предсједник (послије Касима Добраче, а на приједлог Мехмеда Ханџића).
Поред свог политичког ангажмана, Бусулаџић има запажене резултате и у просвјетном, новинарском и преводилачком ангажману. У просвјети, ради као професор у шеријатској гимназији, те хонорарно предаје и у Женској медреси, Реалној гимназији и Средњој техничкој школи. Активан је у новинарству, пишући колумне за многе нацистичке листове у којима велича Нови свјетски поредак, нацизам, Хитлера, антисемитизам и слично. Такође, радећи за исте листове преводи одређене текстове са једног на други језик. Поред матерњег језика служио се и арапским, турским, њемачким, француским и италијанским језиком.
Након ослобођења Сарајева 1945. нове комунистичке власти су похапсиле све профашистичке идеологе из овог града. Бусулаџић је ухапшен у првим рацијама и затим је пребачен у војни затвор који се налазио у тадашњој Осман-пашиној касарни гдје је дјеловао Војни суд. Тај суд га је заједно са Атифом Хаџикадићем, усташким градоначелником Сарајева осудио на смрт стријељањем. Стријељање је извршено ноћу у сарајевском насељу Велешићи иза жељезничке станице. На мјесту гдје је стријељан касније су пронађене његове наочаре и фес.

## Контроверзе
Доласком на власт Странке демократске акције 1990. године, а која је сљедбеница политике Младих муслимана, многе улице назване по народним херојима или познатим сарајевским Србима су промијењене. Неке од њих су добиле имена баш по контроверзним личностима из Другог свјетског рата. Тако нпр. улица која је прије носила име народног хероја СФРЈ Фуада Миџића у сарајевском насељу Брека, данас носи име „Мустафа Бусулаџић”, као и основна школа у Доброшевићима у општини Нови Град.